# Spartastadion Het Kasteel
Sparta-Stadion "Het Kasteel" is het stadion van de Nederlandse betaald-voetbalclub Sparta Rotterdam. Het ligt in de Rotterdamse wijk Spangen.
De eerste versie van het Kasteel werd gebouwd in 1916, naar een ontwerp van de architecten J.H. de Roos en W.F. Overeijnder. Het eerste voetbalstadion van Nederland werd geopend op zondag 15 oktober 1916. De openingswedstrijd op 'de Sparta Burcht' werd gespeeld tegen Willem II. In de loop der jaren werden de tribunes van "Stadion Spangen" diverse malen vernieuwd en uitgebreid. De meest ingrijpende renovatie vond plaats in 1998–99: het stadion werd toen bijna volledig herbouwd volgens een ontwerp van architectenbureau Zwarts & Jansma. Het veld werd daarbij een kwartslag gedraaid, waardoor "Het Kasteel" nu deel uitmaakt van de Kasteeltribune aan de lange zijde van het stadion, terwijl het eerst aan de korte kant van het stadion gelegen was. De naam van het nieuwe stadion werd Sparta-Stadion "Het Kasteel". Het heeft een capaciteit van  10.599 plaatsen. Het stadion werd heropend met een vuurwerk- en lasershow en een wedstrijd tegen Glasgow Rangers, die in 0–0 eindigde.
Alleen het gebouw met de twee torentjes, waaraan het complex al decennialang zijn bijnaam Het Kasteel dankte, bleef bij de verbouwing van 1999 behouden, inclusief het bouwaardewerk van Willem Coenraad Brouwer. Dat gebouw werd in november 2004 aangekocht door de zakenman Hans van Heelsbergen, die toen voorzitter van Sparta Rotterdam was. Van Heelsbergen opende er een horecagelegenheid en het Sparta Museum. Ook liet hij de fanshop vernieuwen; deze werd naar de andere kant van het stadion verplaatst en werd ongeveer vijf maal zo groot als de oude fanshop. De shop heeft nu twee verdiepingen en verkoopt naast Sparta-spullen ook merkkleding.
In 2014 is Sparta uit kostenoverwegingen overgestapt op een kunstgrasveld, maar hier zal medio 2022 weer vanaf worden gestapt. Een zomer eerder, in 2021, werd al begonnen met het verbeteren van de faciliteiten in het stadion. Allereerst werden alle stoelen in het stadion vervangen. Supporters konden de oude stoeltjes kopen.

## Galerij

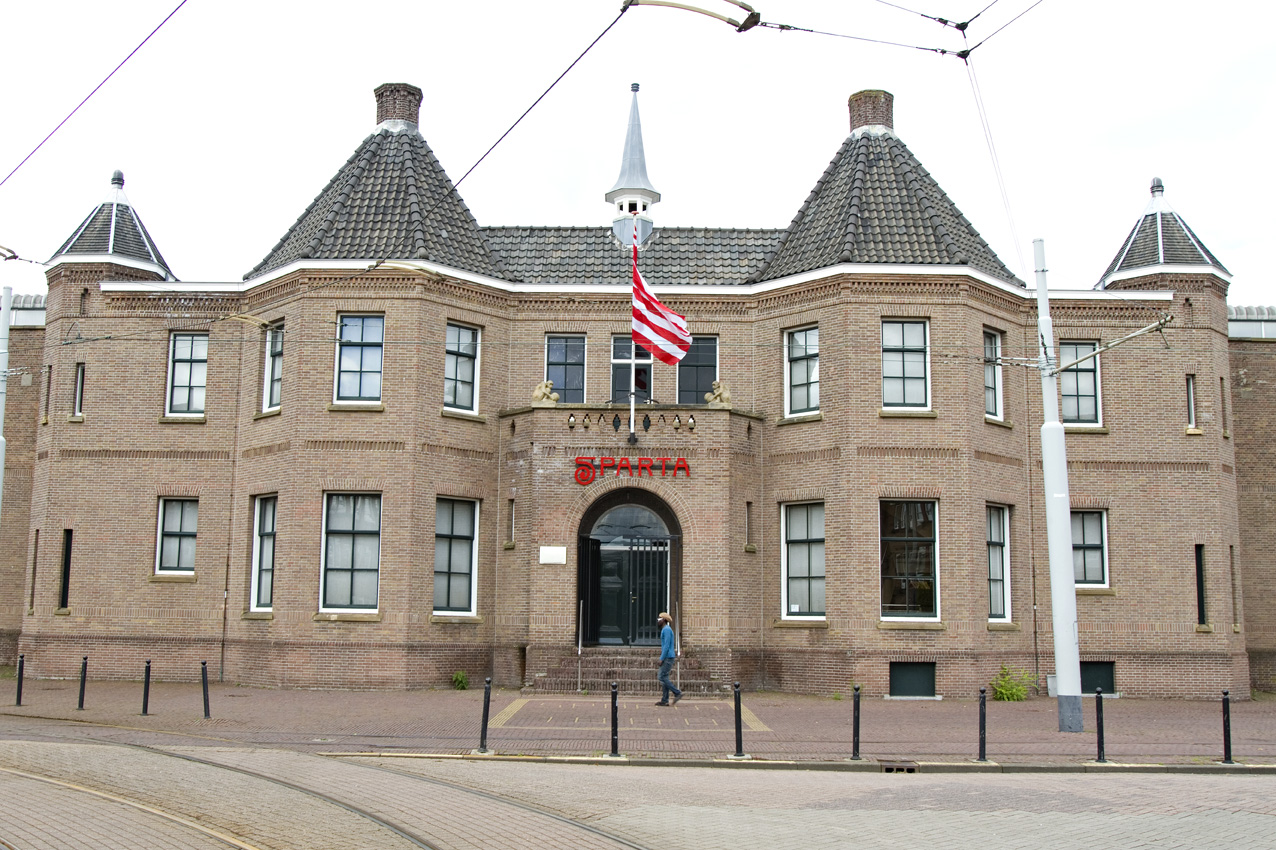
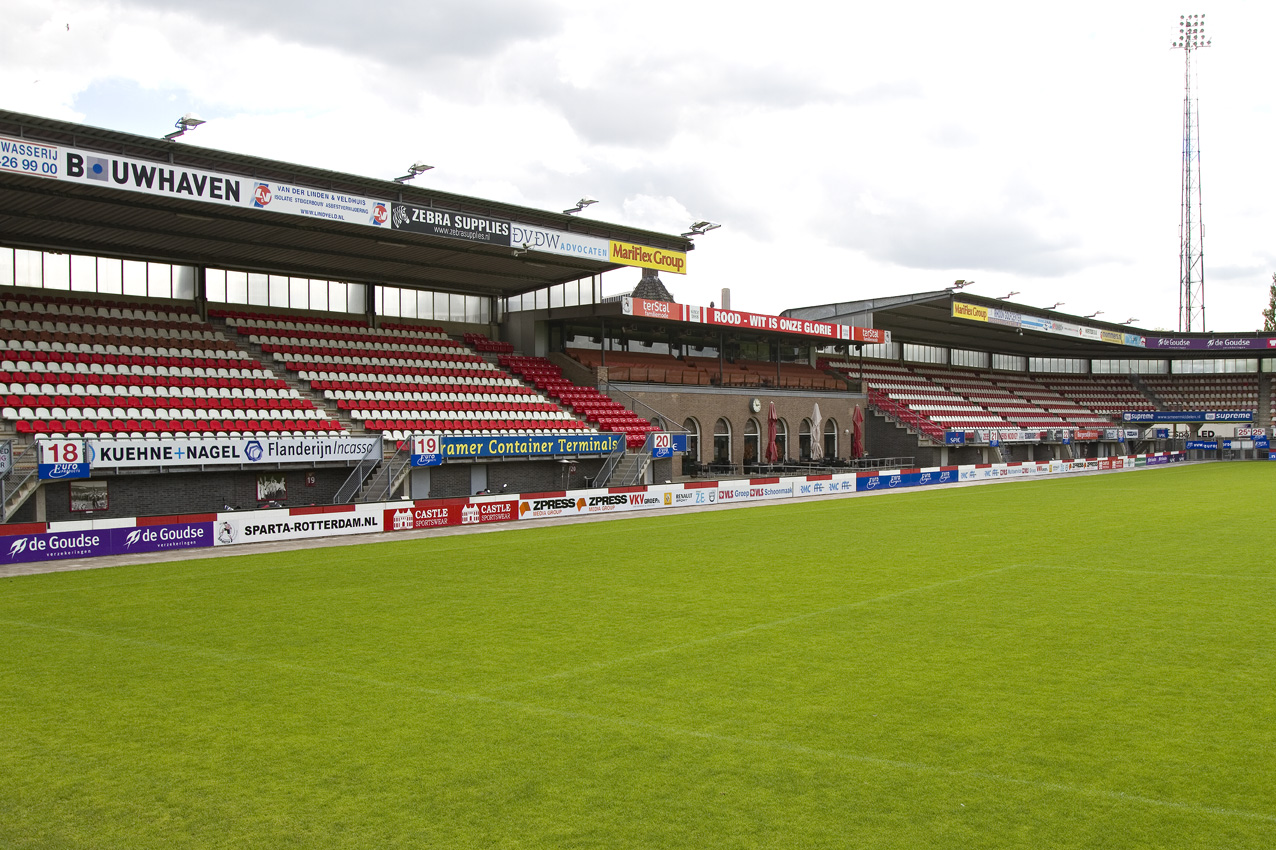
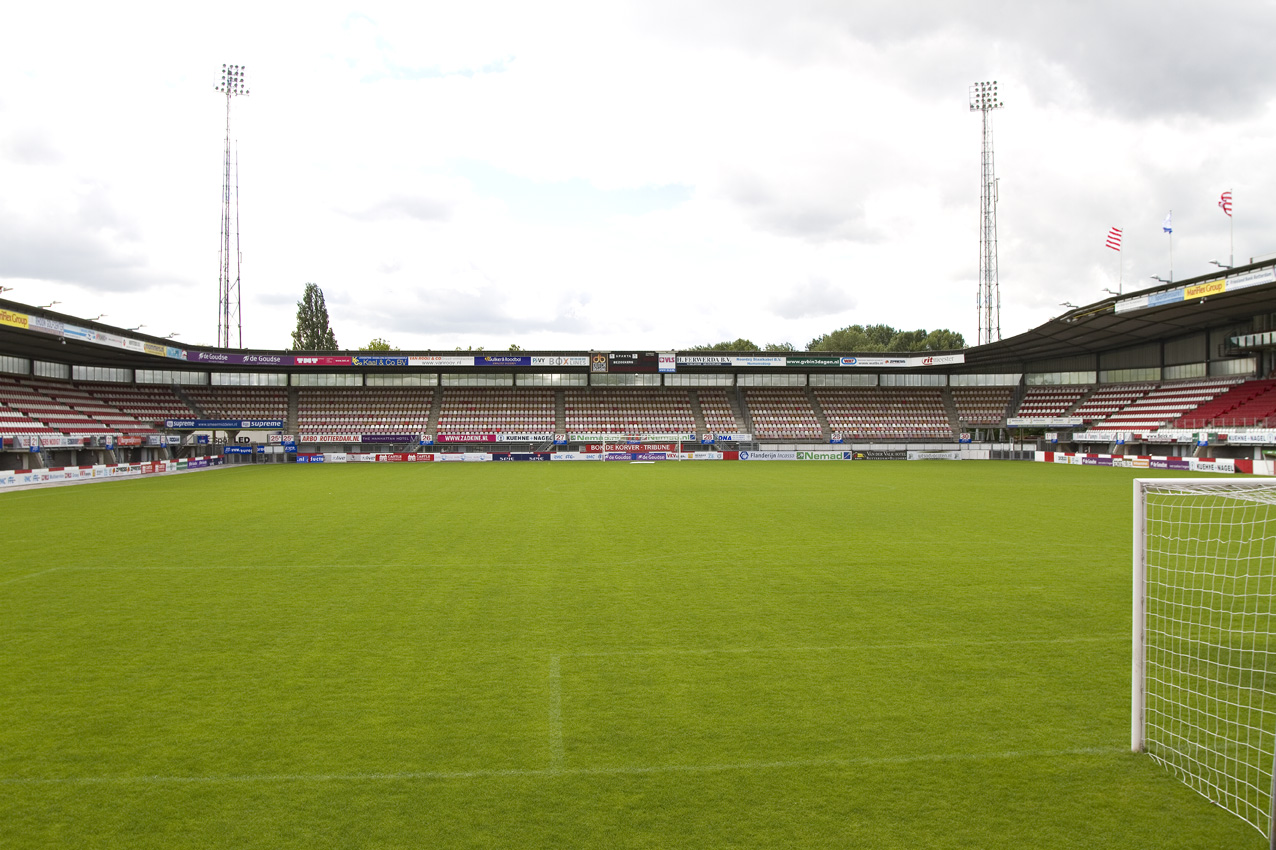
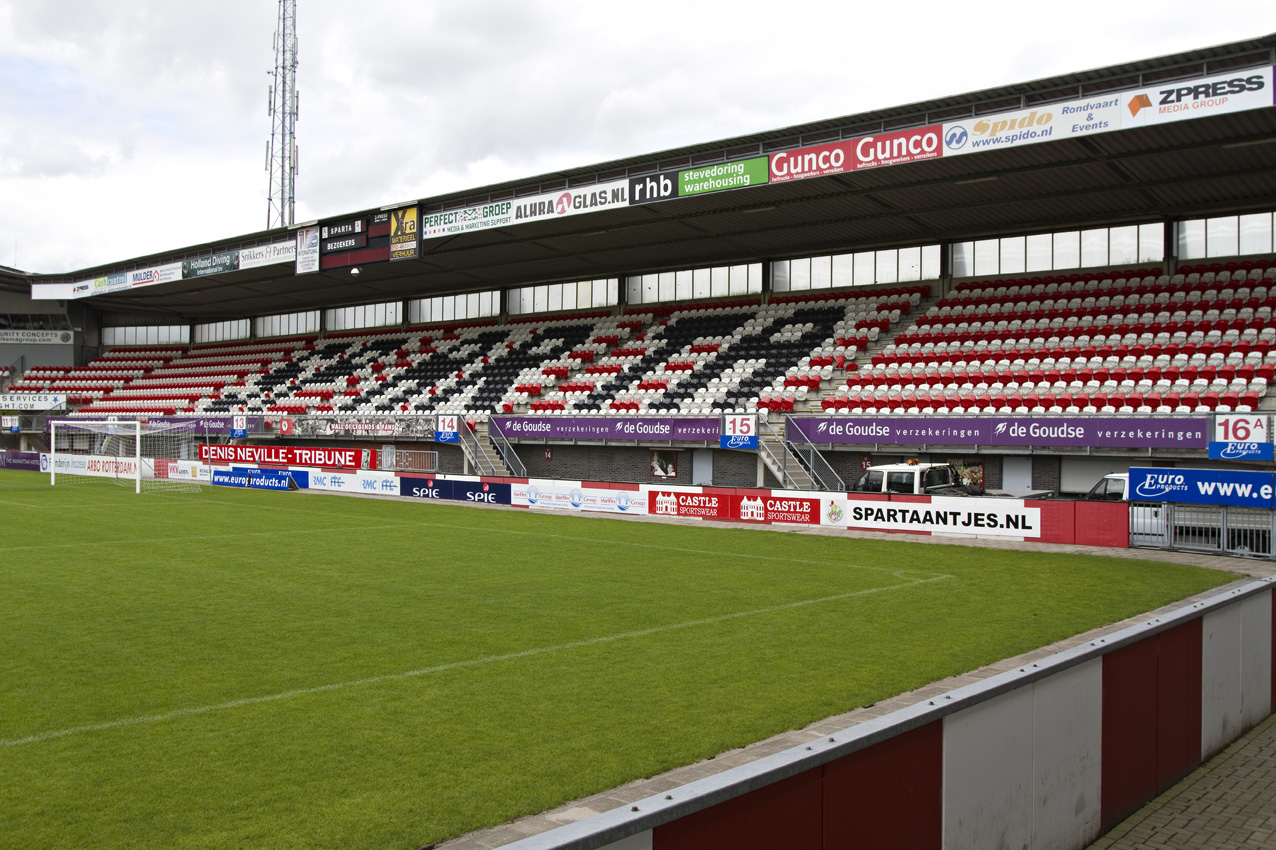
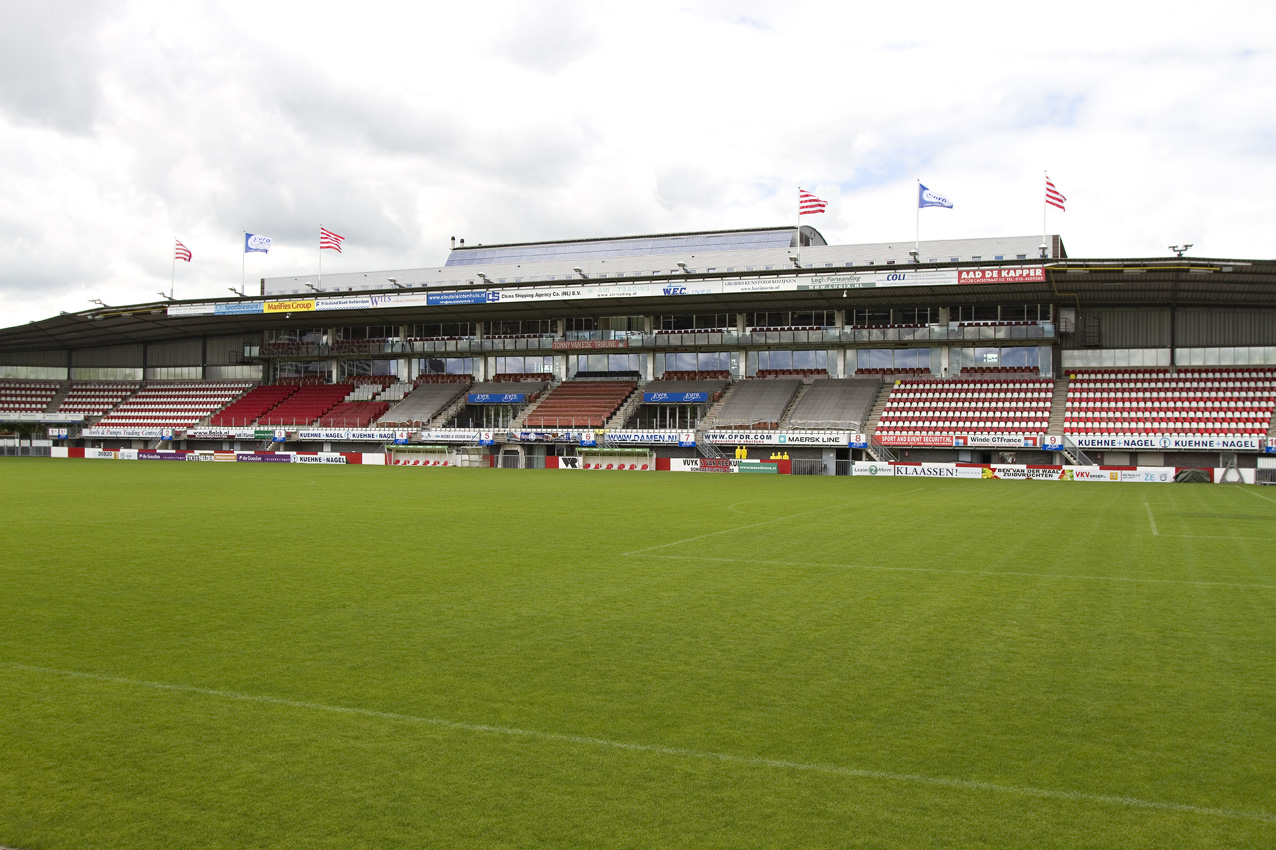
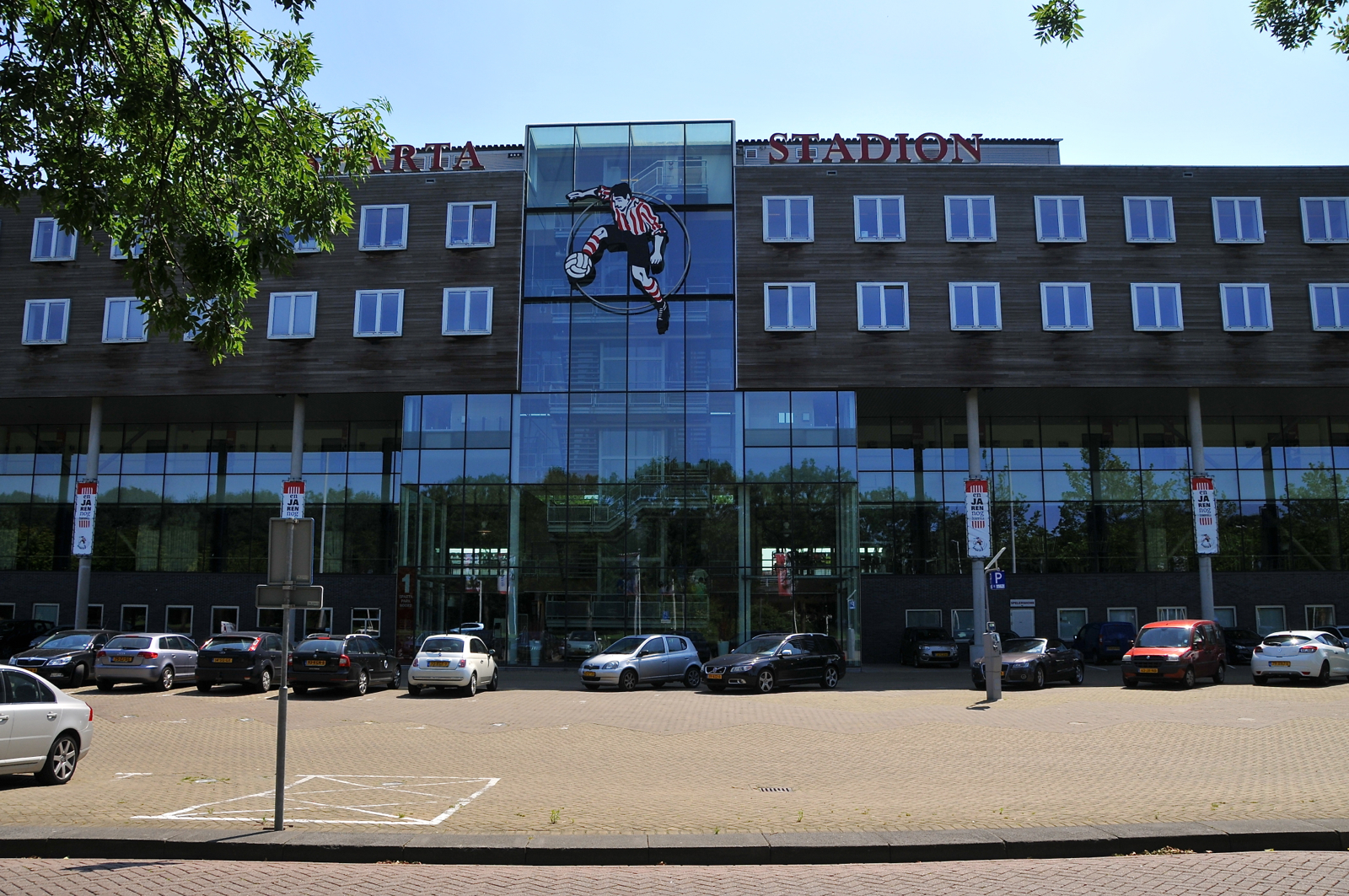
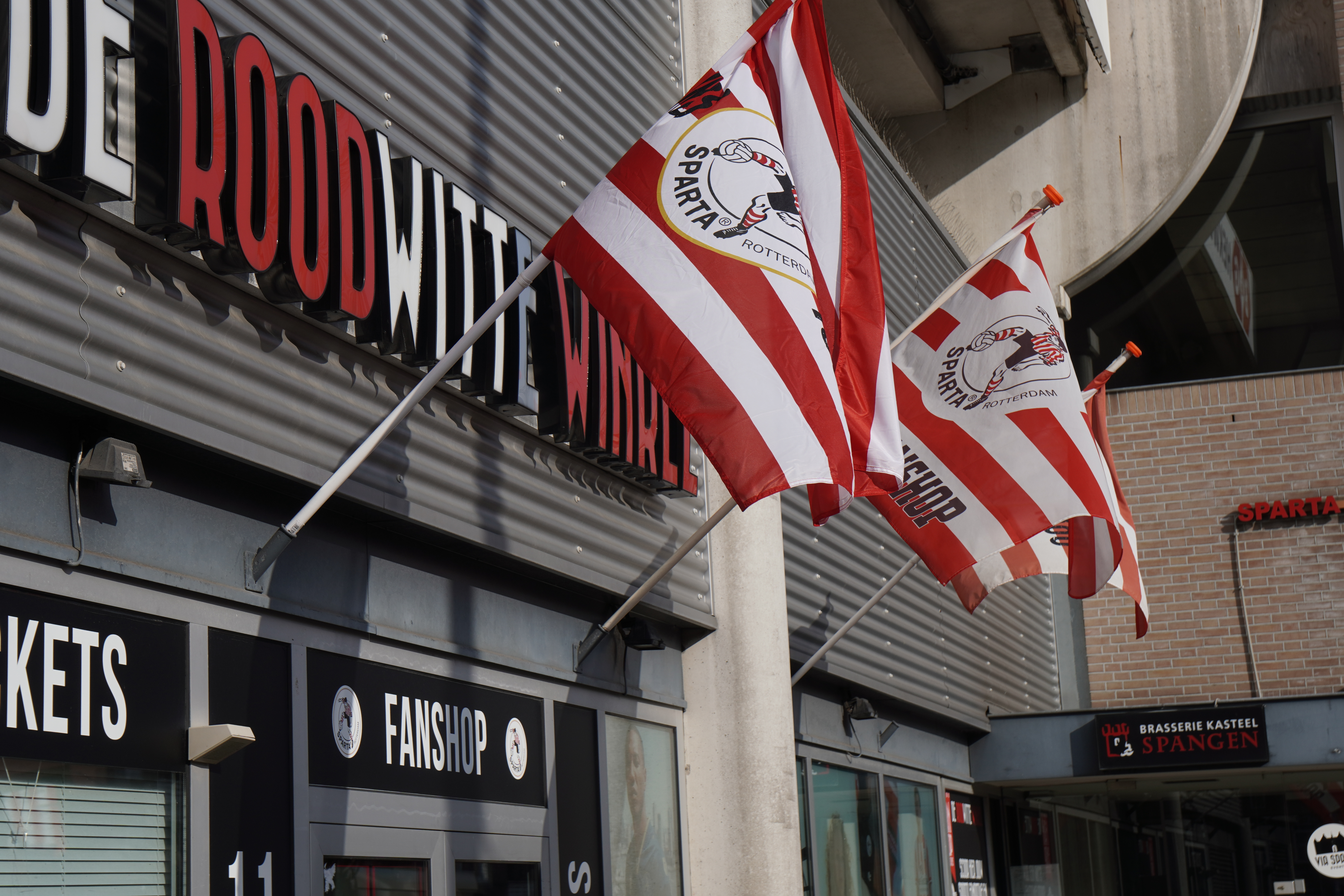

## Interlands

### Schuttersveld
| #  | Datum       | Wedstrijd          | Uitslag | Competitie        |
| -- | ----------- | ------------------ | ------- | ----------------- |
| 1. | 14 mei 1905 | Nederland – België | 4 – 0   | Vriendschappelijk |
| 2. | 13 mei 1906 | Nederland – België | 2 – 3   | Vriendschappelijk |

### Prinsenlaan
| #  | Datum         | Wedstrijd             | Uitslag | Competitie        |
| -- | ------------- | --------------------- | ------- | ----------------- |
| 1. | 26 april 1908 | Nederland – België    | 3 – 1   | Vriendschappelijk |
| 2. | 10 mei 1908   | Nederland – Frankrijk | 4 – 1   | Vriendschappelijk |
| 3. | 25 april 1909 | Nederland – België    | 4 – 1   | Vriendschappelijk |

### Het Kasteel
| #  | Datum        | Wedstrijd          | Uitslag | Competitie             |
| -- | ------------ | ------------------ | ------- | ---------------------- |
| 1. | 5 juni 1928  | Nederland – België | 3 – 1   | Troosttoernooi OS 1928 |
| 2. | 8 juni 1928  | Nederland – Chili  | 2 – 2   | Troosttoernooi OS 1928 |
| 3. | 14 juni 1928 | Nederland – Egypte | 1 – 2   | Vriendschappelijk      |

Bijgewerkt t/m 25 juli 2013
Abe Lenstra Stadion (sc Heerenveen) ·
De Adelaarshorst (Go Ahead Eagles) ·
AFAS Stadion (AZ) ·
Erve Asito (Heracles Almelo) ·
Euroborg (FC Groningen) ·
Stadion Feijenoord (Feyenoord) ·
Fortuna Sittard Stadion (Fortuna Sittard) ·
Stadion Galgenwaard (FC Utrecht) ·
De Goffert (N.E.C.) ·
De Grolsch Veste (FC Twente) ·
Johan Cruijff ArenA (Ajax) ·
Het Kasteel (Sparta Rotterdam) ·
Koning Willem II Stadion (Willem II) ·
MAC³PARK stadion (PEC Zwolle) ·
Mandemakers Stadion (RKC Waalwijk) ·
Philips Stadion (PSV) ·
Rat Verlegh Stadion (NAC Breda) ·
Yanmar Stadion (Almere City FC)
AFAS Trainingscomplex (Jong AZ) ·
Bingoal Stadion (ADO Den Haag) · 
Frans Heesen Stadion (TOP Oss) ·
GelreDome (Vitesse) ·
De Geusselt (MVV Maastricht) ·
GS Staalwerken Stadion (Helmond Sport) ·
De Herdgang (Jong PSV) ·
Jan Louwers Stadion (FC Eindhoven) ·
Covebo Stadion - De Koel - (VVV-Venlo) · 
Kooi Stadion (SC Cambuur)  · 
Kras Stadion (FC Volendam) ·
M-Scores Stadion (FC Dordrecht) ·
De Oude Meerdijk (FC Emmen) ·
Parkstad Limburg Stadion (Roda JC Kerkrade) ·
711 Stadion (Telstar) ·
De Toekomst (Jong Ajax) ·
Van Donge & De Roo Stadion (Excelsior)
De Vijverberg (De Graafschap) ·
De Vliert (FC Den Bosch) ·
Sportcomplex Zoudenbalch (Jong FC Utrecht) ·
AFAS Trainingscomplex (AZ Vrouwen) ·
Bingoal Stadion (ADO Den Haag Vrouwen) ·
Het Diekman (FC Twente Vrouwen) ·
Fortuna Sittard Stadion (Fortuna Sittard Vrouwen) ·
De Herdgang (PSV Vrouwen) ·
711 Stadion (Telstar Vrouwen) ·
Skoatterwâld (sc Heerenveen Vrouwen) ·
Sportpark Be Quick '28 (PEC Zwolle Vrouwen) ·
De Toekomst (Ajax Vrouwen) ·
Van Donge & De Roo Stadion (Excelsior Vrouwen) ·
Varkenoord (Feyenoord Vrouwen)
Zoudenbalch (FC Utrecht Vrouwen)
Alkmaarderhout (Alkmaar '54/AZ '67/AZ) ·
Amsterdamsestraatweg (Elinkwijk) ·
De Baandert (Sittardia/FSC/Fortuna Sittard) ·
Beatrixstraat (NAC) ·
De Berckt (SC Venlo'54/VVV) ·
Berg & Bos (AGOVV/AGOVV Apeldoorn) ·
Birkhoven (SC Amersfoort/HVC) ·
De Blauwe Kei (Baronie) ·
Bornsestraat (Heracles/SC Heracles '74) ·
De Boschpoort (MVV) ·
Botenlaan (Brabantia) ·
De Braak (Helmondia '55/Helmond Sport) ·
Brasserskade (DHC) ·
Breestraat (KFC/FC Zaanstreek) ·
Buiksloterbanne (De Volewijckers) ·
Cambuurstadion (SC Cambuur/Leeuwarden) ·
Damlaan (Hermes DVS) ·
Het Diekman (SC Enschede/FC Twente) ·
Duinhorst (Den Haag/Flamingo's '54) ·
Esserberg (Be Quick) ·
Fatimastraat (Baronie) ·
FC Twente-trainingscentrum (FC Twente Vrouwen) ·
Stadion Feijenoord (SVV) ·
Floreslaan (Fortuna Vlaardingen/FC Vlaardingen '74) ·
Frankelandsedijk (SVV) ·
Galgenwaard (DOS/Velox) ·
Gemeentelijk Sportpark Hilversum (SC 't Gooi/SC Gooiland/Hilversum) ·
Gemeentelijk Sportpark Tilburg (Willem II/NOAD) ·
Haarlemstadion (HFC Haarlem) ·
Harga (Hermes DVS/SVV) ·
Heekpark (SC Enschede/Enschedese Boys) ·
Heekstraat (Rigtersbleek) ·
Heerlenersteenweg (Juliana) ·
De Heikant (Achilles '29/Achilles '29 Vrouwen) ·
Het Heuveltje (Oldenzaal) ·
Hoornseveld (ZFC) ·
Houtrust (Holland Sport/SHS) ·
Houtsdonk (Helmond) ·
Industriestraat (NOAD) ·
Irislaan (VC Vlissingen/VCV Zeeland) ·
Jonkerbergstraat (Roda Sport) ·
Kaalheide (Rapid '54/Rapid JC/Roda JC/Roda JC Vrouwen) ·
Het Kasteel (Xerxes) ·
Kikkerpolder (UVS) ·
De Koeburg (Zeist) ·
Koning Willem II Stadion (Willem II Vrouwen) ·
Koningsweg (Velox) ·
De Koel (VVV-Venlo Vrouwen) ·
De Koog (FC Zaanstreek) ·
De Kraal (VVV/FC VVV) ·
Krommedijk (D.F.C./DS '79/SVV/Dordrecht '90) ·
J.H. Kruisstraat (Heerenveen/sc Heerenveen) ·
Laan van Vollering (DHC) ·
De Langeleegte (SC Veendam) ·
Leenderweg (De Valk) ·
Liesbosweg (Utrecht) ·
't Lood (AZ Vrouwen) ·
De Luiten (RBC) ·
Oosterenkstadion (Zwolsche Boys/PEC Zwolle) ·
Oosterpark (GVAV/Oosterparkers/FC Groningen) ·
Mauritsstadion (Fortuna '54/FSC) ·
De Meer (Ajax) ·
Mosveld (De Volewijckers) ·
Nieuw-Monnikenhuize (Vitesse) ·
Noordersportpark (EDO) ·
Olympia (RKC Waalwijk) ·
Olympisch Stadion (Blauw-Wit/Amsterdam/DWS/FC Amsterdam) ·
Olympisch Stadion (bijveld) (Blauw-Wit/DWS/FC Amsterdam) ·
De Planeet (SC Drente/Zwartemeer) ·
RBC-Stadion (RBC) ·
Reeweg (Emma) ·
Rolduckerstraat (Kerkrade/Roda Sport) ·
Rozenoord (DOSKO) ·
Sittardia-terrein (Sittardia) ·
Schoonenberg (Stormvogels/VSV/AZ Vrouwen/SC Telstar VVNH) ·
Spaarndammerdijk (DWS) ·
Straatweg (EBOH) ·
Aan de spoorbrug (LONGA) ·
Sportparklaan (RCH) ·
Stadspark (Velocitas) ·
Thomassen-terrein (Rheden) ·
Veemarktterrein (FC Utrecht) ·
Veldwijk (Twentse Profs/Tubantia) ·
Venweg (Limburgia) ·
De Vliert (BVV) ·
Volkspark (Enschedese Boys) ·
De Vrolijkheid (PEC Zwolle/Zwolsche Boys) ·
Wageningse Berg (Wageningen/FC Wageningen) ·
Walvisstraat (ONA) ·
Wassenaarseweg (UVS) ·
Westzanerdijk (ZFC) ·
De Wolfsdonken (Wilhelmina) ·
Xerxesweg (Xerxes) ·
Zuidendijk (EBOH) ·
Zuiderpark (ADO Den Haag)